# Abdellah Zakibrug
De Abdellah Zakibrug (brug 180) is een vaste brug in Amsterdam Oud-West.

## Brug
De verkeersbrug is gelegen in de Jacob van Lennepstraat en voert over de Da Costagracht. De plannen voor een brug dateren van 1892. Er was toen net brug 183 over die gracht in de Kinkerstraat gebouwd, maar deze gaf onvoldoende ontsluiting van wat toen heette het "Jacob van Lennepkwartier". Er werd direct een probleem geconstateerd. De brug in de Kinkerstraat was voor alle verkeer makkelijk begaanbaar. De straat was benoemd tot hoofdverkeersader en daarom enigszins verhoogd aangelegd. De Jacob van Lennepstraat werd juist niet verkozen tot hoofdverkeersader (er is wel over gedacht dat te doen) en werd dus niet verhoogd. Bij een brug met een hoogte gelijk aan brug 183 zou de brug “extra” steil worden. De bewoners voelden zich ingesloten tussen twee hoge bruggen want ook brug 184 (Jacob van Lennepstraat over Bilderdijkgracht) had met hetzelfde euvel te maken. Desondanks naderde de brug in februari 1893 haar voltooiing. De brug is rond 1992 gerenoveerd, hetgeen is terug te vinden in de nieuwe verbanden in de pijlers, maar het uiterlijk is daarbij nauwelijks gewijzigd.
In 1940, tijdens de begindagen van de Tweede Wereldoorlog werd het gebouw op de noordoostelijke helling getroffen door een Britse blindganger, waardoor het gebouw ontruimd werd. Of het pand daarna direct is afgebroken is vooralsnog niet na te gaan. In 2017 is van het originele gebouw en de gehele verdere gevelwand tot aan de Kinkerstraat door nieuwbouw weinig meer over.
Vanaf april 2016 konden Amsterdammers anonieme bruggen (dat wil zeggen bruggen met alleen een nummer) laten vernoemen, mits daar voldoende redenen voor zijn. De Vestdijkkring, waker over Simon Vestdijks erfgoed, kwam met het voorstel deze brug te vernoemen naar de schrijver; hij woonde in de periode 1919 tot 1921 op Jacob van Lennepstraat 19 en moest dus regelmatig de brug over. De Commissie Naamgeving Openbare Ruimten (CNOR) adviseerde in beginsel positief op een vernoeming, maar vond de brug daarvoor niet belangrijk genoeg; men wilde de vernoeming later gebruiken bij de inrichting van een nieuwe woonwijk, waarvan de straten vernoemd worden naar schrijvers.

## Vernoeming
In maart 2023 werd de brug officieel vernoemd naar de Marokkaanse kunstenaar Abdellah Zaki. Zijn dochter had zich hiervoor ingespannen. De tenaamstelling werd in april 2024 aan de brug bevestigd; tevens werd er een infobord geplaatst. Deze werden door burgemeesters Femke Halsema van Amsterdam en Nabila Rmili van Casablanca onthuld. 

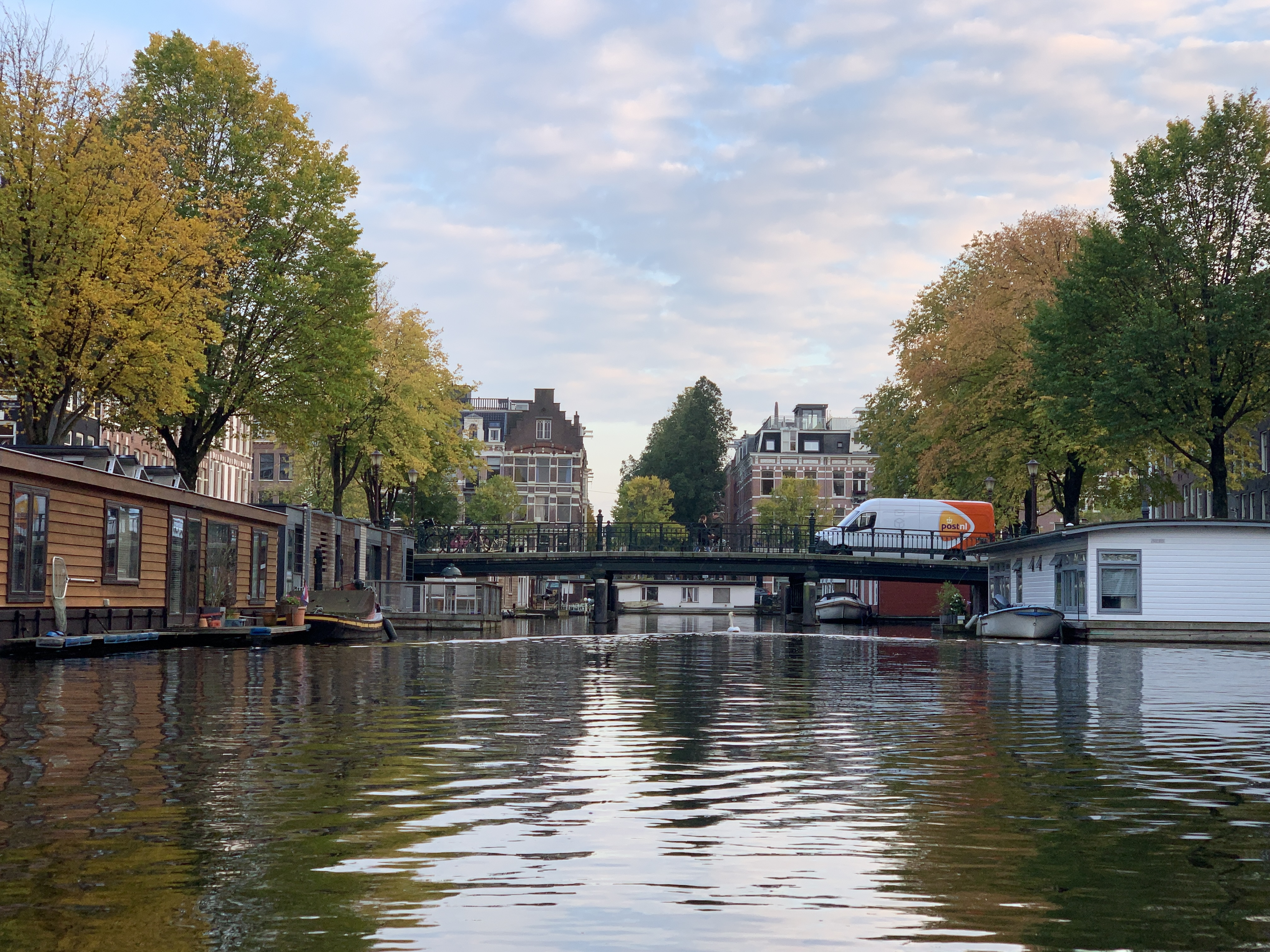
Brug 180, gezien naar het Van Lennepkanaal. Oktober 2020

<<< · 100 · 101 · 102 · 103 ·  105 · 106 · 107 · 108 · 109 ·  110 · 111 · 112 · 113 · 114 · 115 · 116 · 117 · 118 · 119 · 120 · 121 · 122 · 123 · 124 · 125 · 126 · 127 · 128 · 129 · 130 · 131 · 132 · 135 · 136 · 137 · 138 · 139 · 140 · 141 · 142 · 143 · 144 · 145 · 146 · 147 · 148 · 149 ·  150 · 151 · 152 · 155 · 156 · 159 · 160 · 161 · 162 · 163 · 164 · 165 · 166 · 167 · 168 · 169 ·  170 · 171 · 172 · 173 · 174 · 175 · 176 · 177 · 178 · 179 · 180 · 181 · 182 · 183 · 184 · 185 · 186 · 187 · 189 · 190 · 191 · 192 · 193 · 194 · 195 · 196 · 198 · 199 · >>>
Brugnummers 104, 133, 134, 153, 154, 157, 158, 188 en 197 zijn niet (meer) in gebruik.